# Nothobranchius annectens
Nothobranchius annectens – gatunek słodkowodnej ryby z rzędu karpieńcokształtnych. Występuje w Tanzanii w małych zbiornikach wodnych o temperaturze 25–29 °C i pH 6,9–7,5. Osiąga do 3,3 cm długości.